# アロイス・リーグル
アロイス・リーグル（Alois Riegl、1858年1月14日 - 1905年6月17日）はオーストリアの美術史家。ウィーン学派の創始者と見なされる。

## 経歴
1858年、リンツに生まれた。ウィーン大学に入学し、フランツ・ブレンターノやアレクシウス・マイノングの哲学・歴史学のクラスに所属して学んだ。同時にジョヴァンニ・モレッリの下でモーリス・タウズィング(Moritz Thausing])と共に美術品鑑識方法の研鑽を積んだ。学位論文『レーゲンスブルクのヤコブ教会(スコット協会)』を提出して卒業した。
1883年に歴史研究所の研究員となり、1886年からはオーストリア帝室芸術産業博物館(現在のオーストリア応用美術博物館)の学芸員となった。1889年、中世の暦に関する研究を書き上げて教授資格を取得。しかし博物館での勤務を続けて10年間勤務し、最終的にテキスタイル部門の責任者(ディレクター)となった。1891年、初の著書である『東洋のアンティーク・カーペット』を出版。1993年、2冊目の著書『様式への問い：文様装飾史の基盤構築』を刊行し、この著書によって革新的な美術史研究者としての評価を得た。
2冊目の著作に対する評価もあり、1897年にウィーン大学教授に就任。大学では、当時はただ単にルネッサンスの退廃的な終焉と考えられていたバロック美術に着目して講義を行った。また、美術様式の発展と歴史文化の間の関係の解明に魅了されていた。しかし、癌のために47歳の若さで死去した。死後に未発表の著書が関係者の手で刊行され、かつての彼の学生らによってその芸術観は支持された。

## 研究内容・業績
- 従来の美術史（芸術唯物論）では、｢技術的能力 Können｣の発達がすなわち芸術自体の進歩であると説いていたが、リーグルは美術史を内的衝動の観点から構成し直し、各々の時代における独自の｢芸術意欲（または "芸術意志" ）Kunstwollen｣のあらわれが自立的発展を遂げると考えた。「芸術意欲」は対象と創作の方式に依存せず、独立に成立し形式への意志として振る舞う[2]。能力が必ずしも美を生むのではない。近東・ギリシア・ローマの古美術についてリーグルは紋様の分析を行い、シンメトリーとリズムの最高の法則に従った幾何学紋様はすでに原始的段階にある民族が達成していたが、芸術的価値としては低いと指摘した[3]。リーグルの芸術観はウィルヘルム・ヴォリンガーなどに受け継がれた。

## 著作
- Die ägyptischen Textilfunde im Österr. Museum (Vienna, 1889).
- Altorientalische Teppiche (Leipzig, 1891. Reprint Mittenwald, Mäander Kunstverlag, 1979. Mit einer bibliographischen Einführung von Ulrike Besch).
- Stilfragen : Grundlegungen zu einer Geschichte der Ornamentik, 1893
  - 『美術様式論：装飾史の基本問題』長広敏雄訳、座右宝刊行会、1942／改訂新版：岩崎美術社〈美術名著選書〉、1970
  - 『様式への問い：文様装飾史の基盤構築』加藤哲弘訳、中央公論美術出版、2017
- Volkskunst, Hausfleiß, und Hausindustrie (Berlin, 1894).
- Ein orientalischer Teppich vom Jahre 1202 (Berlin, 1895).
- Die spätrömische Kunstindustrie nach den Funden in Österreich-Ungarn (Vienna, 1901 und 1923). 
  - 『末期ローマの美術工芸』井面信行訳、中央公論美術出版、2007
  - Tr. R. Winkes, Late Roman art industry (Rome, 1985).
- Das holländische Gruppenporträt, 1902.
  - 『オランダ集団肖像画』勝國興訳、中央公論美術出版、2007
  - Tr. E.M. Kain and D. Britt, The Group Portraiture of Holland (Los Angeles, 1999, fully available online)
- Der moderne Denkmalkultus : sein Wesen und seine Entstehung, 1903
  - 『現代の記念物崇拝　その特質と起源』尾関幸訳、中央公論美術出版、2007
  - Tr. K. W. Forster and D. Ghirardo, “The modern cult of monuments: its character and origin,” Oppositions 25 (1982), 20-51.
- Die Entstehung der Barockkunst in Rom, 1908
  - 『ローマにおけるバロック芸術の成立』蜷川順子訳、中央公論美術出版、2009
- Gesammelte Aufsätze, 1929
- 『ヴァフィオの杯　アーロイス・リーグル論文集』細井雄介訳、中央公論美術出版、2008　※日本語版独自編集による論文集
- Historische Grammatik der bildenden Künste, posthum von K. M. Swoboda und O. Pächt, 1966.
  - 『造形芸術の歴史的文法』細井雄介訳、中央公論美術出版、2014
  - Tr. J.E. Jung, Historical grammar of the visual arts (New York, 2004).

## 文献リスト
- 「アーロイス・リーグル著作目録」（『ヴァフィオの杯』pp. 36-48）
- ハンス・ゼドルマイア「リーグル教説の精髄」（同、pp. 11-35）

- W・ヴォリンゲル『抽象と感情移入』（草薙正夫訳、岩波書店〈岩波文庫〉、1953）
- W・ベンヤミン｢厳密なる学問｣（『ベンヤミン・コレクション：5』筑摩書房〈ちくま学芸文庫〉、2010、所収）